# 피어 잇셀프 (드라마)
《피어 잇셀프》(영어: Fear Itself)는 2008년 방영된 공포 드라마이다.